# 永井恒司
永井 恒司（ながい つねじ、1933年6月10日 - 2025年6月6日　享年91歳）は、日本の薬学者。薬剤師。星薬科大学元学長。薬学博士（東京大学、1961年）。
生物学的利用能の解明と制御に関する研究、薬物送達システム(Drug delivery system)の研究（固形剤の溶解速度論、薬物移行、薬剤学的薬物相互作用、添加物の製剤物性、シクロデキストリン、粘着付着性、経皮吸収、製剤設計、薬物代謝、薬物動態学、臨床治験）を行った。

## 来歴
1933年（昭和8年）6月10日、群馬県勢多郡赤城村敷島に生まれる。
薬学を志すようになった経緯を以下のように述懐している。

### 学歴
- 1946年　群馬県勢多郡敷島村立敷島南小学校尋常科卒業
- 1952年　群馬県立渋川高等学校卒業[2]
- 1956年　東京大学医学部薬学科卒業
- 1961年　東京大学大学院博士課程修了学位論文提出：薬学博士
- 1965年　米国コロンビア大学留学（1965-1966）
- 1966年　米国ミシガン大学留学（1966-1967）
- 1966年　米国ニューヨーク市立 Evening Street Elementary School卒業

### 免許登録
薬剤師登録(1956年9月24日)　　衛生検査技師登録(1962年6月11日)

### 職歴
- 1961年　東京大学薬学部助手（製剤学1961年-1971年）
- 1971年　星薬科大学教授(薬剤学1971年-1999年)
- 1965年　東邦大学薬学部兼任講師（1965年：6ヶ月間）
- 1977年　東北大学薬学部兼任講師（1977年：3年間）
- 1980年　長崎大学薬学部兼任講師（1980年：1年間）
- 1981年　千葉大学薬学部・大学院薬学研究科兼任講師（1981年：1年間）
- 1981年　日本政府開発援助によるビルマ製薬研究開発センター（DCPT）プロジェクト国内委員長（1981年-1987年）[3][4][5]
- 1983年　シクロデキストリン学会 初代会長（1983年：3年間）[6]
- 1984年　公益社団法人日本薬剤学会 初代会長（1985年-1987年）[7]　[8]
- 1994年　公益財団法人永井記念薬学国際交流財団理事長（1994年-現在）[9]
- 1994年　日本DDS学会理事長（1994年-1997年）[10]
- 1994年　第1回日仏DDSシンポジウム組織委員長(1994年12月7日)
- 1996年　国際CRS学会会長（1996年-1997年）[11]
- 1997年　アジア薬剤師会連盟薬科大学（FAPA-CP）初代学長（1997年-2011年）[12]　[13]
- 1997年　日伊DDSシンポジウム組織委員長(1997年6月20日)
- 2001年　星薬科大学学長就任（2001年-2004年任期途中解任）
- 2002年　日本薬学図書館協議会会長（2002年-2016年）[14]
- 2007年　NPO法人ジェネリック医薬品協議会理事長（2007年-2015年)[15]
- 2007年　アジア薬科学連合（AFPS）初代会長（2007年-2009）[16]

## 業績
生物学的利用能の解明と制御ならびに薬物送達システムの開発。
固形剤の溶出速度論、 薬物移行、薬物相互作用、添加物の製剤物性、経粘膜・経皮吸収、製剤設計論、薬物代謝・薬動学、臨床治験に至るまで多岐にわたる。 

### 印刷物
原著論文：576編（直近No.576: Int. J. Pharm., 300, 38-47 (2005)）.
単行本(分担執筆を含む)：108編（直近No.108：公益社団法人日本薬剤学会創立30周年記念出版、p. 4-8（2015)）．
総説・解説：246編（直近No.246：一般社団法人 日本女性薬剤師会テキスト、ｐ．116-120（2012)）.
その他の一般論文・コメント及び記事（取材記事を含む）：313編（直近No.313：薬剤学（生命とくすり）､Vol.75, No.5, p. 306(2015).
Drug delivery(薬物送達)関係論文引用頻度世界第4位（1975～1997年間についてのISI出版のデータ：永井らの論文287編が総計1,636回引用された：世界6,000,000化学者を対象とし、500回以上引用された者10,800人の中から）

### 特許(終了)・実用化新医薬品
特許(終了)：64件（国内56件； 国際8件）
実用化新医薬品3品目：「アフタッチ®」；「リノコート®」；「サルコート®」．

## 受賞・受章歴
| 1986年9月1日ヘスト・マドセンメダル |  | 1996年9月10日トルコ国 Hacettepe大学名誉博士授章式後、若手教員 |
| 1986年9月1日ヘスト・マドセンメダル |  | 1996年9月10日トルコ国 Hacettepe大学名誉博士授章式後、若手教員 |

| 2001年11月28日ロンドン大学名誉博士授賞式 |  | 2001年11月28日ロンドン大学名誉博士授賞式 |
| 2001年11月28日ロンドン大学名誉博士授賞式 |  |                                          |

| 2006年7月24日国際コントロールドリリーズ 学会レイナーフマン賞 |  | 2006年6月3日ミシガン大学同窓栄誉賞 |
| 2006年7月24日国際コントロールドリリーズ 学会レイナーフマン賞 |  | 2006年6月3日ミシガン大学同窓栄誉賞 |

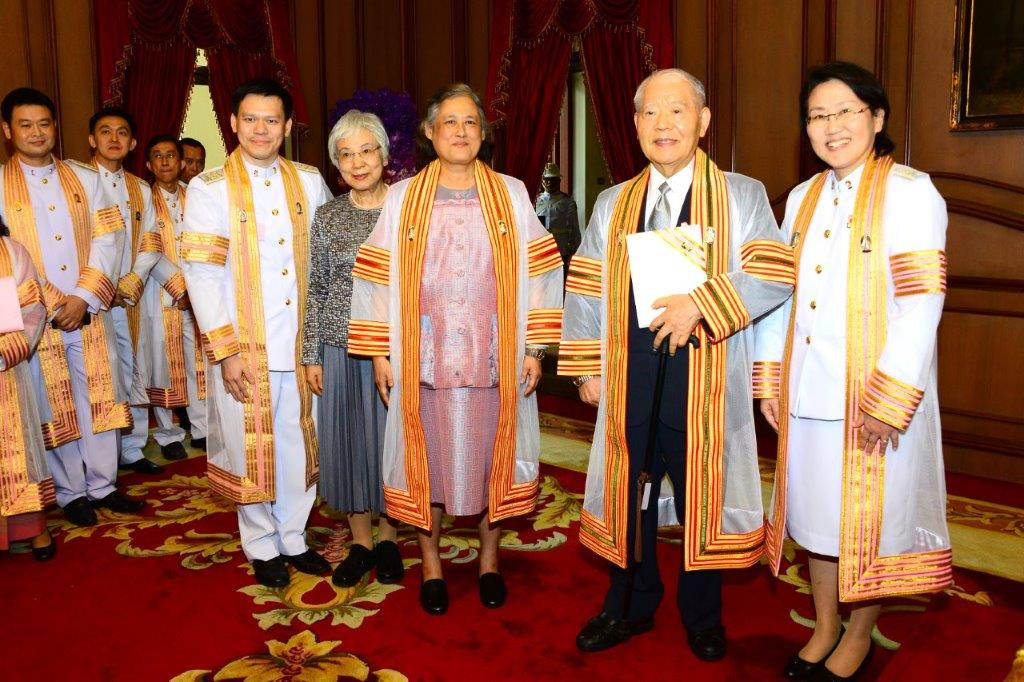
2015年10月8日Chulalongkorn大学名誉博士授章式

- 1966年　米国ニューヨーク市立 Evening Street Elementary School（「Highest Examination's Score Award受章」1966年6月14日)
- 1969年　内藤記念科学振興財団第1回内藤記念科学奨励金（「薬効に関する薬剤の物理化学的性質の研究」1969年11月29日）
- 1972年　日本薬学会奨励賞並びに鈴木賞（「固形薬剤の溶解性に関する速度論的研究」1972年4月5日)
- 1982年　日本薬学会製剤セミナー委員会製剤技術賞（「粘着付着性製剤の開発」1982年7月23日）
- 1984年　全国発明表彰発明賞受賞　（「アフタッチ®」 1984年6月6日）[18]
- 1986年　国際薬剤師・薬学連合（FIP）においてヘスト・マドセンメダル（「金メダル学術賞　受賞」（日本人初）　フィンランド国ヘルシンキ　1986年9月1日)[19]　[20]　[21]
- 1986年　米国ニュージャージー州ラトガース大学Distinguished Lectureship（第1回　1986年10月29日）
- 1987年　中国　北京大学名誉教授（1987年4月30日）[22]
- 1988年　日本薬学会 学術賞　受賞　（「放出制御型薬物送達システムに関する研究」1988年4月4日）[23]
- 1988年　星薬科大学第一回大谷賞受賞（1988年5月17日）
- 1990年　中国、中国薬科大学名誉教授（1990年4月29日）[24]
- 1992年　フランス国リオン市長CITY MEDAL（「薬学業績に対して」　リオン　1992年9月14日）
- 1992年　米国薬学会フェロー（AAPS Fellow）受賞（テキサス州サンアントニオ市　1992年11月15日）[25]
- 1993年　ニュージーランド国オタゴ大学1993年 William Evans Fellowship（ダニーデン市　1993年9月24日）
- 1996年　トルコ国立Hacettepe大学名誉博士（The Doctor Honoris Causa）（アンカラ市　1996年9月10日）[26]
- 1997年　シクロデキストリン学会賞（「シクロデキストリンの医薬への応用」1997年11月6日）[27]
- 1998年　オランダ国ライデン大学LACDR　(Leiden/Amsterdam Center for Drug Research)名誉教授（1998年9月5日）
- 1998年　中国薬学会名誉会員（1998年6月10日）[28][29][30]
- 1999年　紫綬褒章受章(1999年4月29日)[31][32]
- 1999年　米国薬学会賞1999 AAPS Research Achievement Award in Pharmaceutics and Drug Delivery (1999年11月14日)[33]
- 2000年　FIP 2000年世界薬学会議Millennial Pharmaceutical Scientist Award (2000年　4月15日)[34][35]
- 2001年　英国ロンドン大学 Doctor of Science.honoris causa(名誉博士 ロンドン　2001年11月28日）
- 2006年　ミシガン大学同窓栄誉賞（2006年6月3日） [36]
- 2006年　国際コントロールドリリース学会レーナーホフマン賞受賞（2006年7月24日）[36]
- 2009年　日本薬剤学会名誉会長（2009年4月1日）[37]
- 2009年　熊本大学名誉フェロー受章 （2009年11月2日）[38]
- 2011年　国際薬剤師・薬学連合（FIP）名誉会員(2011年9月4日)[39]
- 2014年　国際薬剤師・薬学連合（FIP）Fellow Award 2014受賞(2014年8月31日) [40][41]　[42]
- 2015年　公益社団法人日本薬剤学会第1回薬師メダル受賞(2015年5月20日) [43]
- 2015年　タイ国立Chulalongkorn大学名誉博士（「Honorary Doctoral Degree」2015年10月8日)　[44]
- 2016年　日本薬学図書館協議会名誉会長(2016年6月10日)　[45]
- 2018年　CRS T. Nagai Postdoctoral Research Achievement Award 2018(2018年7月23日)　[46]

## 教育研究活動以外の社会貢献及び国際貢献
- 1968年　日本政府の諸委員または委員長を歴任（1968年-2016年）
- 1981年　日本政府のODA援助計画「ビルマ製薬研究開発センター（BDCPT）」委員長　(1981年－1987年、ビルマ国ラングーン市へ頻回派遣)
- 1984年　厚生省（現厚生労働省）発展途上国保険福祉開発企画推進事業医薬品部会長 (1984年－1986年、1985年にフィリピン国マニラ市へ派遣)
- 1985年　社団法人日本薬剤学会の設立初代会長 (1985年10月1日)
- 1986年　公益財団法人永井記念薬学国際交流財団設立理事長（1986年10月25日創立、当初は任意法人）
- 1986年　中国薬学会の国際薬学連合（FIP）への加盟の調整交渉 (1986年開始、1992年9月12日、正式加盟)
- 1993年　シクロデキストリン学会の設立初代会長 (1993年4月1日)
- 1997年　アジア薬剤師連盟薬科大学（FAPA-CP）の設立初代学長 (1997年10月14日)
- 2007年　特定非営利活動法人(NPO)　ジェネリック医薬品協議会の設立初代会長 (2007年5月25日)
- 2007年　アジア薬科学連合（AFPS）の設立初代会長 （2007年10月26日）
- 2011年　日本の「医師の調剤不可」(完全分業)の推進活動 (続行中) 「医薬分業に関する提言」 [47]